# Microstylum gladiator
Microstylum gladiator là một loài ruồi trong họ Asilidae. Microstylum gladiator được Bromley miêu tả năm 1927. Loài này phân bố ở vùng nhiệt đới châu Phi.